# Калинин, Никита Павлович
Никита Калинин  — украинский мотогонщик, многократный чемпион Украины. Первый украинец выступающий в юниорской серии MotoGP — RedBull Rookies Cup. Внесен в Книги рекордов Украины: «Украинский прорыв в MotoGPх» RedBull

## Биография

### Ранние годы
Никита Калинин начал спортивную карьеру в мотокроссе. В первой гонке в Болграде на кроссовом треке в классе 65сс. В 12 лет он завоевал свой первый титул в Украинском Кубке по супермото в классе «Юниор» на байке KTM SX 65, а также выигрывал популярные в стране соревнования «MoTo Таракан Trophy 2011» в младшей категории на аналогичном мотоцикле. В 2012 и 2013 годах Никита привез с чемпионата Украины победы и подиумы по мотокроссу, что позволило ему стать двукратным чемпионом страны среди юниоров, и ещё он добавил в свою копилку побед национальный титул по аквабайку. В 2014 году Калинин начал выступать в кольцевых мотогонках, заняв второе место на Чемпионате России в первой же гонке сезона в Казани в классе STK600.

### RedBull MotoGP Rookies Cup
В RedBull MotoGP Rookies Cup 2015 Никита Калинин провел 13 гонок. Лучшим результатом одессита стало 16-е место на этапе в чешском Брно. Параллельно с главным мировым первенством среди юниоров Никита принял участие в чемпионате Campeonato de Espana de Velocidad (CEV), где показал лучший результат среди СНГ гонщиков за всю историю чемпионата Испании — 8-е место.
По итогам дебютного сезона, проведенного Никитой на спортивных аренах высшей категории, спортивная пресса присвоила пилоту из Одессы титул «Украинский прорыв в MotoGP». Это достижение зафиксировано комиссией Книги рекордов Украины.
Дирекция RedBull Rookies Cup отметила работу и прогресс Никиты на треке, пригласив его продолжить выступление в юниорской серии MotoGP в сезоне 2016 года. Калинин регулярно боролся за десятку сильнейших, а лучший результат украинца на этапах юниорского MotoGP — 8 место, которое он занял в Нидерландах.

### Сотрудничество с Yamaha
В 2017 году Yamaha подписала контракт с Никитой Калининым. Об этом стало известно на пресс-конференции, которая состоялась 7 февраля в штаб-квартире Yamaha Motor Europe в Милане. В новом сезоне Никита стал официальным пилот Yamaha чемпионата мира «FIM Supersport 300» Мирового Супербайка в итальянской команде MotoXracing и одним из шести гонщиков мира программы развития талантливых пилотов Yamaha: «Blu Cru Program».
Во время своего дебютного выступления на старте чемпионата мира в Испании, Никита Калинин занял первое место в Суперполе 1 и итоговое третье место в квалификации на Гран-При Арагона.
14 мая 2017 г. Никита завоевал историческую награду для своей страны: 18-летний одессит финишировал третьим в дебютной гонке на треке Имола. Подиум Калинина на Гран-при Италии стал первым в истории чемпионата мира по кольцевым мотогонкам для Украины.
Сезон 2017 года чемпионата мира Калинин закончил в топ-10 лучших мотогонщиков мира в своей категории.

### Сотрудничество с Kawasaki
В сезоне 2018 Никита продолжил борьбу за титул мирового Супербайка в классе World Supersport 300. 18-летний одессит подписал контракт с итальянской командой GP Project, которая представляет на международной арене японского производителя гоночных мотоциклов — Kawasaki.

### Награды и титулы
| Год  | Соревнование                                                             |  | Место |
| ---- | ------------------------------------------------------------------------ |  | ----- |
| 2011 | Украинский Кубок по супермото в классе «Юниор», KTM SX 65                |  | 1     |
| 2011 | «MoTo Таракан Trophy 2011» в классе «Юниор», KTM SX 65                   |  | 1     |
| 2012 | Украинский Кубок по супермото в классе «Юниор»                           |  | 2     |
| 2012 | Чемпионат Украины по аквабайку в классе «Юниор»                          |  | 1     |
| 2012 | Кубок Крыма по мотокроссу, KTM SX 85                                     |  | 3     |
| 2013 | Украинский Кубок по супермото в классе «Юниор»                           |  | 1     |
| 2013 | Чемпионат Украины по аквабайку в классе «Юниор»                          |  | 2     |
| 2014 | Чемпионат России по Супербайку в классе Superstock 600, Honda CBR 600 RR |  | 2     |
| 2014 | Чемпионат Татарстана по Супербайку в классе SuperSport, Honda CBR 600    |  | 2     |
| 2014 | Чемпионат Украины по супермото в классе Open                             |  | 3     |
| 2014 | Победитель отборочных соревнований в Red Bull MotoGP Rookies Cup         |  |       |
| 2015 | RedBull MotoGP Rookies Cup, Гран-при Чехии                               |  | 16    |
| 2015 | Campeonato de España de Velocidad (CEV), Гран-при Арагона                |  | 8     |
| 2016 | Чемпионат Украины, Superstock-600                                        |  | 1     |
| 2016 | RedBull MotoGP Rookies Cup, Гран-при Нидерландов                         |  | 8     |
| 2017 | Чемпионат мира WorldSuperport 300, Гран-при Италии                       |  | 3     |
| 2017 | Чемпионат Украины, Superstock-600                                        |  | 1     |
| 2018 | Чемпионат Украины, Supersport-600                                        |  | 1     |